# 1140
| [ Edytuj tabelę ]          |                                                       |
| Książę Małopolski          | - 1138 Władysław II Wygnaniec 1146                    |
| Książę Wielkopolski        | - 1138 Mieszko III Stary 1177                         |
| Król Angkoru               | - 1113 Surjawarman II 1150                            |
| Król Anglii                | - 1135 Stefan z Blois 1154                            |
| Król Aragonii              | - 1137 Petronela Aragońska 1164                       |
| Hrabia Barcelony           | - 1131 Rajmund Berengar IV Święty 1162                |
| Książę Bawarii             | - 1139 Leopold Babenberg 1141                         |
| Książę Burgundii           | - 1102 Hugo II 1143                                   |
| Cesarz Bizancjum           | - 1118 Jan II Komnen 1143                             |
| Cesarz Chin                | - 1127 Song Gaozong 1162                              |
| Książę Czech               | - 1125 Sobiesław I 1140 - 1140 Władysław II 1172      |
| Król Danii                 | - 1137 Eryk III Jagnię 1146                           |
| Władca Egiptu              | - 1130 Al-Hafiz 1149                                  |
| Król Francji               | - 1137 Ludwik VII Młody 1180                          |
| Król Gruzji                | - 1125 Dymitr I 1156                                  |
| Hrabia Holandii            | - 1121 Dirk VI 1157                                   |
| Cesarz Japonii             | - 1123 Sutoku 1141                                    |
| Kalif                      | - 1136 Al-Muqtafi 1160                                |
| Król Kastylii              | - 1126 Alfons VII 1157                                |
| Wielki książę Kijowa       | - 1139 Wsiewołod II Olegowicz 1146                    |
| Patriarcha Konstantynopola | - 1134 Leon Styppes 1143                              |
| Władca Korei               | - 1122 Injong 1146                                    |
| Państwo Almorawidów        | - 1106 Ali ibn Jusuf 1143                             |
| Król Nawarry               | - 1134 Garcia IV 1150                                 |
| Król Norwegii              | - 1136 Inge I Garbaty 1161 - 1136 Sigurd II Gęba 1155 |
| Książę Obodrzyców          | - 1131 Niklot 1160                                    |
| Hrabia Palatynatu          | - 1139 Henryk IV Jasomirgott 1142                     |
| Papież                     | - 1130 Innocenty II 1143                              |
| Król Portugalii            | - 1139 Alfons I 1185                                  |
| Sułtan Rumu                | - 1116 Masud I 1156                                   |
| Książę Rusi halickiej      | - 1124 Iwan I 1141                                    |
| Książę Saksonii            | - 1138 Albrecht Niedźwiedź 1142                       |
| Sułtan Wielkich Seldżuków  | - 1118 Ahmad Sandżar 1157                             |
| Król Szkocji               | - 1124 Dawid I Szkocki 1153                           |
| Król Szwecji               | - 1130 Swerker I Starszy 1156                         |
| Doża Wenecji               | - 1130 Pietro Polani 1148                             |
| Król Węgier                | - 1131 Bela II Ślepy 1141                             |

Rok 1140 / MCXL
stulecia: XI wiek ~
XII wiek ~
XIII wiek

lata: 1130 «
1135 «
1136 «
1137 «
1138 «
1139 «
1140
» 1141
» 1142
» 1143
» 1144
» 1145
» 1150

## Wydarzenia w Polsce
- Utworzenie biskupstwa pomorskiego (Wolin). Pierwszym biskupem pomorskim został Wojciech, kapelan Bolesława Krzywoustego.
- 14 października – biskupstwo pomorskie z siedzibą w Wolinie (później Kamieniu Pomorskim) zostało potwierdzone bullą protekcyjną przez papieża Innocentego II.
- Rozpoczęto proces fundacji klasztoru cystersów w Jędrzejowie.
- Władysław Wygnaniec zawarł sojusz z księciem kijowskim Wsiewołodem Olegowiczem i wspomógł go zbrojnie. Wojska polskie najechały księstwo włodzimierskie.

## Wydarzenia na świecie
- Zerwanie zasady senioratu w Czechach.
- Marburg uzyskał prawa miejskie.

## Zdarzenia astronomiczne
- 20 marca – całkowite zaćmienie Słońca widoczne w Polsce[1].

## Urodzili się
- Hugo z Lincoln, kartuz, biskup Lincoln, święty katolicki (zm. 1200).

## Zmarli
- 12 stycznia – Ludwik I turyński, landgraf Turyngii (ur. ?)
- 13 lutego – Wilhelm, palatyn reński (ur. ok. 1112)
- 14 lutego – Sobiesław I, książę czeski (ur. 1086 lub 1087)
- data dzienna nieznana:
  - Robert I, biskup wrocławski (ur. ?)